# ليسبيسيس
ليسبيسيس (بالفرنسية: Lespesses)‏ هي بلدية تقع في إقليم باد كاليه من منطقة نور با دو كاليه في شمال فرنسا. تبلغ مساحة هذه المدينة 3.09 (كم²)، وترتفع عن سطح البحر 40 م، يبلغ عدد سكانها 424 نسمة حسب إحصاء المعهد الوطني للإحصاء والدراسات الاقتصادية سنة 2009 م. وترأس Roger Dupont البلدية خلال فترة (2008-2014).